# ポリーナ・ダシコワ
ポリーナ・ダシコワ（ロシア語: Полина Дашкова, ラテン文字転写: Polina Dashkova, 1960年7月4日 - ）は、ロシアで人気の高い推理小説作家である。

## 来歴
ダシコワはモスクワで1960年に生まれた。マキシム・ゴーリキー文学大学で学び、ジャーナリスト、そして英語からの翻訳者として働いた。最初の小説は1996年に出版した。それ以来彼女は現在のロシアの変化を題材にした著書を次々出している。これまでに4千万冊以上を売り上げた。
彼女はドイツでも30万冊を売り上げており、2006年にはラジオ・ブレーメンから推理作家賞を受賞した。彼女のすくなくとも12作品がドイツ語に翻訳されている。またいくつかの作品は中国語、オランダ語、フランス語、ポーランド語、スペイン語に翻訳されている。
2018年に彼女はダリヤ・ドンツォヴァ、アレクサンドラ・マリーニナ、タチアナ・ウスティノワとともに、他の存命作家たちを差し置いてロシアで最も有名な推理小説作家の一人と認められた。

## 作品
- Кровь нерождённых (1996年）
- Место под солнцем (1999年)
- Золотой песок (1999年)
- Чеченская марионетка, или Продажные твари (2000年)
- Питомник (2000年)
- Эфирное время (2000年)
- Образ врага (2000年)
- Лёгкие шаги безумия (2000年)
- Никто не заплачет (1998年)
- Чувство реальности (2002年)
- Херувим (2003年)
- Качели (2003年)
- Исполнитель (2003年)
- Приз (2004年)
- Игра во мнения (2005年)
- Вечная ночь (2006年)
- Источник счастья (2007年)
- Источник счастья. Книга 2. Misterium Tremendum. Тайна, приводящая в трепет (2008年)
- Источник счастья. Книга 3. Небо над бездной (2009年)
- Точка невозврата (2010年)
- Пакт (2012年)
- Соотношение сил[7] (2015年)